# 車曉彤
車曉彤，中華人民共和國演員、作家。1956年，車曉彤在電影《祝福》中飾演了「阿牛」一角，從而正式踏入了演藝圈。

## 家庭
父親鄭紅羽，母親車毅，妻子王麗雲，女兒車曉。